# Сербосек

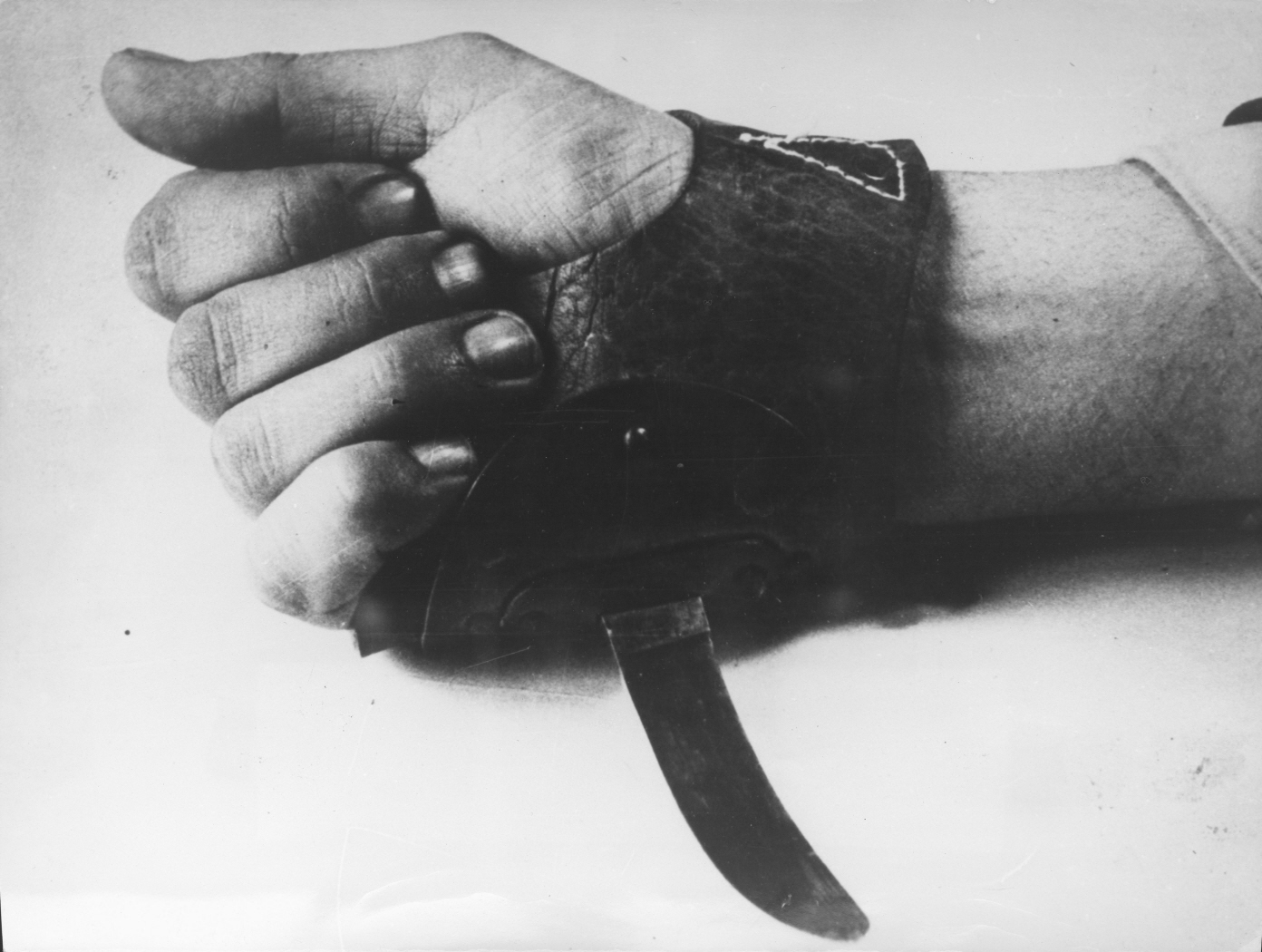
Сербосек

Сербосек (хорв. srbosjek, дослівно — серборіз) — клинок на грубій шкіряній рукавиці.
Застосовувався хорватськими усташами. Мав рукоятку, яку надягали на руку. «Серборізи» не мали усталеної форми, вона могла варіювати від переробленої коси до якісних фабричних клинків довше 30 сантиметрів. Випускався з 1926 німецькою фірмою «Золлінген» під назвою «ніж для снопів» (нім. Garbenmesser).

## Історія
Новий варіант «сербосека» розроблений після проведення хорватським урядом Анте Павелича спеціального конкурсу з питання: який ніж слід виготовити, щоб кати могли вбивати людей якомога швидше і при цьому якомога менше втомлювалися.
Партія «серборізів» була виготовлена під час Другої світової війни фабрикою в німецькому місті Золінген за спеціальним замовленням хорватського уряду. Ножі з цієї партії використовувалися для масового вбивства сербів та євреїв у концентраційному таборі Ясеноваць та інших місцях. Такий ніж мав напис «Gräwiso» на шкіряній частини ножа, і тому іноді його називають «ніж гревізо».
У концентраційному таборі Ясеновац відбувалися змагання за швидкістю вбивства «сербосеком». За даними американського дослідника Говарда Блюма, переможець одного з змагань Петар Брзіца за ніч зарізав 1 360 сербів (за іншими даними — 1 300).